# Rudolf Schlögl
Rudolf Schlögl (* 6. Juni 1955 in Geitenöd in der Gemeinde Stubenberg, Niederbayern) ist ein deutscher Historiker.

## Leben
Rudolf Schlögl studierte Deutsch, Geschichte und Sozialkunde an der Universität Augsburg und der Universität Erlangen-Nürnberg. 1986 wurde er bei Michael Stürmer mit einer Arbeit über die Oberbayerische Bauernwirtschaft und den frühmodernen Staat im 17. Jahrhundert zum Dr. phil. promoviert. Von 1986 bis 1994 war er Hochschulassistent an der Universität Münster. 1992 habilitierte er sich in Münster mit der Schrift Glaube und Religion in der Säkularisierung. Die katholische Stadt Köln, Aachen, Münster von 1700 bis 1840 und erhielt die Venia Legendi für Neuere Geschichte. Nach Lehrstuhlvertretungen an der Universität Düsseldorf und der Universität Halle-Wittenberg erhielt Schlögl 1996 einen Ruf als Ordinarius für Neuere Geschichte an die Universität Konstanz. 2022 wurde er pensioniert, sein Nachfolger wurde Achim Landwehr.

## Wirken
Die Forschungen Schlögls befassen sich mit dem ausgehenden 15. und dem beginnenden 19. Jahrhundert, mit der politischen Kultur der frühneuzeitlichen Stadt, den medialen Bedingungen gesellschaftlicher Selbstbeobachtung und Selbstbeschreibung im 17. Jahrhundert und der Religion der frühneuzeitlichen Gesellschaft. Schwerpunkte sind die kommunikations- und medientheoretisch fundierte Geschichte des Sozialen in der Frühen Neuzeit.
Rudolf Schlögl war von 1996 bis 2001 gewähltes Mitglied des Vorstandes der „Arbeitsgemeinschaft Frühe Neuzeit“ im Verband der Historikerinnen und Historiker Deutschlands und war von 2000 bis 2009 Sprecher des von der Deutschen Forschungsgemeinschaft eingerichteten kulturwissenschaftlichen Sonderforschungsbereich „Norm und Symbol. Die kulturelle Dimension sozialer und politischer Integration“ (SFB 485). Er ist seit 2002 Mitglied des Wissenschaftlichen Beirats der Gerda-Henkel-Stiftung und war von 2004 bis 2007 Mitglied des wissenschaftlichen Beirats des Forschungszentrums für Europäische Aufklärung in Potsdam.
Von Oktober 2006 bis Oktober 2019 war er Sprecher des von der Deutschen Forschungsgemeinschaft eingerichteten Exzellenzclusters 16 „Kulturelle Grundlagen von Integration“, das in der ersten Runde der Exzellenzinitiative als einziges geisteswissenschaftliches Verbundprojekt erfolgreich war. Er hat zusammen mit Gerhart von Graevenitz maßgeblichen Anteil an der Anerkennung der Universität Konstanz als „Eliteuniversität“.
Er ist geschäftsführender Herausgeber der Reihe Historische Kulturwissenschaft beim UVK Konstanz.

## Publikationen (Auswahl)
- Bauern, Krieg und Staat. Oberbayerische Bauernwirtschaft und frühmoderner Staat im 17. Jahrhundert. Vandenhoeck und Ruprecht, Göttingen 1988, ISBN 3-525-35625-0.
- Glaube und Religion in der Säkularisierung. Die katholische Stadt – Köln, Aachen, Münster – (1740–1840). Oldenbourg, München 1995, ISBN 3-486-56080-8.
- zusammen mit Hans-Ulrich Thamer: Zwischen Loyalität und Resistenz. Soziale Konflikte und politische Repression während der NS-Herrschaft in Westfalen. Aschendorff, Münster 1996, ISBN 3-402-06794-3.
- Hrsg. mit Frank Becker, Thomas Großbölting, Armin Owzar: Politische Gewalt in der Moderne. Festschrift für Hans-Ulrich Thamer. Aschendorff, Münster 2003, ISBN 3-402-06612-2.
- Interaktion und Herrschaft. Die Politik der frühneuzeitlichen Stadt. UVK, Konstanz 2004, ISBN 3-89669-703-X.
- zusammen mit Bernhard Giesen und Jürgen Osterhammel: Die Wirklichkeit der Symbole. Grundlagen der Kommunikation in historischen und gegenwärtigen Gesellschaften. UVK, Konstanz 2004, ISBN 3-89669-693-9.
- Hrsg. mit Fabio Crivellari, Kay Kirchmann, Marcus Sandl: Die Medien der Geschichte. Historizität und Medialität in interdisziplinärer Perspektive. UVK, Konstanz 2004, ISBN 3-89669-721-8.
- Alter Glaube und moderne Welt. Europäisches Christentum im Umbruch 1750–1850. S. Fischer, Frankfurt am Main 2013, ISBN 978-3-10-073588-1.[4]
- Anwesende und Abwesende. Grundriss für eine Gesellschaftsgeschichte der Frühen Neuzeit. Konstanz University Press, Konstanz 2014, ISBN 978-3-86253-056-4.
- Europas Frühe Neuzeit. Geschichte und Theorie einer Gesellschaft auf dem Weg in die Moderne. Wallstein, Göttingen 2025, ISBN 978-3-8353-5798-3 https://doi.org/10.46500/83535798.